# Eomamenchisaurus
Eomamenchisaurus ist eine Gattung sauropoder Dinosaurier aus dem Mitteljura Chinas. Bisher ist lediglich ein einziges, sehr fragmentarisches Skelett bekannt, das aus Teilen der Rückenwirbelsäule, des Kreuzbeins, des Beckens und der Hintergliedmaßen besteht. Diese Gattung wurde 2008 mit der einzigen Art Eomamenchisaurus yuanmouensis von chinesischen Forschern um Lü Junchang wissenschaftlich erstbeschrieben. Diese Forscher stellten Eomamenchisaurus zu den Mamenchisauridae, einer bislang nur aus China nachgewiesenen Gruppe von Sauropoden, die sich insbesondere durch einen sehr langen Hals auszeichnete. Eomamenchisaurus stammt aus dem Mitteljura und ist damit geologisch älter als die meisten anderen Vertreter der Mamenchisauridae – auf diesen Umstand weist auch der Gattungsname (gr. eos – „früh“; ch. Mǎménxī 马门溪; gr. sauros – „Echse“). Der zweite Teil des Artnamens, yuanmouensis, weist auf den Kreis Yuanmou in der chinesischen Provinz Yunnan, in dem die Fossilien entdeckt wurden.

## Fundort
Der einzige bisherige Fund stammt aus Jiangyi im Kreis Yuanmou in der Provinz Yunnan; er wurde aus demselben Steinbruch geborgen, aus dem zuvor die Überreste der Gattung Yuanmousaurus geborgen wurden. Heute befinden sich die Fossilien im örtlichen Lufeng-Dinosaurier-Museum.

## Systematik und Merkmale
In ihrer Erstbeschreibung stellten Lü Junchang und Kollegen Eomamenchisaurus zu den Mamenchisauridae. Diese Gruppe zählt zu den Eusauropoda, denen sämtliche Sauropoden bis auf einige sehr ursprüngliche Formen angehören, wird aber außerhalb der Neosauropoda klassifiziert, der alle fortgeschritteneren Sauropoden angehören. Die Gültigkeit der Mamenchisauridae ist umstritten, so könnte es sich tatsächlich um eine paraphyletische Ansammlung nicht näher miteinander verwandter Eusauropoden handeln. Laut Lu und Kollegen, welche die Mamenchisauridae als monophyletische Gruppe betrachten, stellt Eomamenchisaurus einen ursprünglichen Vertreter dieser Gruppe dar; eine genauere Untersuchung der Verwandtschaftsbeziehungen (eine phylogenetische Analyse) steht jedoch noch aus.
Die Zuordnung zu den Mamenchisauridae erfolgte auf Basis verschiedener Merkmale des Kreuzbeins, das wie bei anderen Mamenchisauriden aus vier Kreuzbeinwirbeln bestand: So machten beispielsweise die Wirbelkörper mehr als einen Drittel der Gesamthöhe der Wirbel aus, außerdem waren der erste und der zweite Wirbelkörper des Kreuzbeins nicht miteinander verschmolzen. Ebenso wie bei Mamenchisaurus hochuanensis, Mamenchisaurus youngi und Chuanjiesaurus waren der neunte und der zehnte Rückenwirbel miteinander verschmolzen.
Von anderen Gattungen lässt sich Eomamenchisaurus durch eine Reihe von Merkmalen unterscheiden: Beispielsweise zeigten die Wirbelkörper der Rückenwirbel keine Pleurocoele (seitliche Öffnungen), während ihre vorderen Enden flach bis leicht konvex waren. Das Längenverhältnis zwischen Schienbein und Oberschenkelknochen betrug 0,64. Das Sitzbein zeigte einen langen, stabartig geraden Schaft, der länger als der des Schambeins war.